# Infecție postvaccinare
O infecție postvaccinare este un caz de boală în care o persoană vaccinată se îmbolnăvește de aceeași boală pe care vaccinul ar fi trebuit să o prevină. Cu alte cuvinte, aceste infecții apar atunci când vaccinurile nu asigură imunitate împotriva agentului patogen vizat. Infecții postvaccinare au fost identificate la persoane imunizate împotriva unei game largi de boli, printre care oreion, varicelă și gripă. Caracterul infecțiilor postvaccinare depinde de virusul însuși. Adesea, infecția la individul vaccinat are ca rezultat simptome mai ușoare și are o durată mai scurtă decât în cazul în care infecția a fost contractată în mod natural.
Printre cauzele infecțiilor postvaccinare se numără administrarea sau depozitarea necorespunzătoare a vaccinurilor, mutațiile virusurilor și blocarea anticorpilor. Din aceste motive, vaccinurile sunt rareori eficiente 100%. Se estimează că vaccinul împotriva gripei obișnuite asigură imunitate la gripă pentru 58% dintre beneficiari. Vaccinul împotriva rujeolei nu asigură imunitate la 2% dintre copiii care primesc vaccinul. Cu toate acestea, dacă există imunitate colectivă, aceasta împiedică de obicei contractarea bolii de către persoanele care sunt vaccinate ineficient. În consecință, imunitatea colectivă reduce numărul de infecții postvaccinare dintr-o populație.
În aprilie 2021, CDC a raportat că în Statele Unite au existat 5.814 infecții postvaccinare COVID-19 și 74 de decese, dintr-un total de peste 75 de milioane de persoane vaccinate complet pentru virusul COVID-19.

## Cazuri de infecție postvaccinare

### Varicelă
Vaccinul împotriva varicelei este 85% eficient în prevenirea infecției cu varicelă. Cu toate acestea, 75% dintre persoanele care sunt diagnosticate cu varicelă postvaccinare prezintă simptome mai ușoare decât persoanele care nu sunt vaccinate. Acești indivizi cu varicelă ușoară au febră scăzută, mai puține leziuni cutanate și erupție maculopapulară redusă. În schimb, indivizii nevaccinați au de obicei o febră de peste 38° C, 200-500 de leziuni cutanate și macule (leziuni care nu sunt crescute) care evoluează în papule și leziuni veziculare. În plus, infecția la persoanele nevaccinate tinde să dureze o perioadă mai lungă de timp decât la persoanele care au fost vaccinate.
Pentru a preveni infecțiile postvaccinare, s-a propus ca copiii să primească o a doua doză de vaccin împotriva varicelei la mai puțin de un an de la primirea primei doze.

### Oreion
Vaccinul împotriva oreionului este o componentă a vaccinului împotriva rujeolei, oreionului și rubeolei (ROR). Vaccinul împotriva oreionului, în mod specific, este 88% eficient în prevenirea oreionului. Persoanele care au cazuri de oreion postvaccinare au mai puține complicații grave din cauza infecțiilor în comparație cu persoanele nevaccinate pentru oreion. Aceste complicații includ dezvoltarea meningitei aseptice și a encefalitei.
Cauza apariției oreionului postvaccinare nu este în prezent înțeleasă complet. Se consideră că evoluția virusului (derivă antigenică) explică majoritatea cazurilor de infecție postvaccinare. Alte teorii sugerează că limfocitele T cu memorie joacă un rol în dezvoltarea infecțiilor postvaccinare.

### Hepatită B
Cazurile de infecții postvaccinare împotriva hepatitei B sunt atribuite în primul rând mutațiilor virusului hepatitei B (VHB), care fac ca proteinele de suprafață ale VHB să fie de nerecunoscut de către anticorpii produși în urma vaccinului VHB. Virusurile cu astfel de mutații sunt numite „mutanți care scapă de vaccin”. Infecțiile postvaccinare pot fi, de asemenea, cauzate de întârzierea vaccinării, imunosupresie și încărcătură virală maternă. Este posibil ca o persoană să aibă o infecție postvaccinare de VHB, dar să fie asimptomatică.

### COVID-19
În aprilie 2021, oamenii de știință au raportat că, într-o cohortă de 417 persoane vaccinate, 2 femei au avut infecții postvaccinare până la momentul publicării și au identificat mutațiile virale ale variantelor lor.

## Caracteristici

### Cauze biologice

#### Vârstă
Pe măsură ce o persoană îmbătrânește, sistemul său imunitar suferă o serie de modificări, într-un proces denumit imunosenescență. Remarcabilă printre aceste modificări este scăderea producției de celule T naive și celule B naive. Numărul redus de limfocite naive (celule T și B) este atribuit faptului că telomerii din celulele stem hematopoietice (CSH) degenerează în timp și, în consecință, limitează proliferarea CSH și producția de celule progenitoare limfoide. Acest lucru este agravat de faptul că, cu timpul, CSH-urile tind să favorizeze producția de celule progenitoare mieloide față de celulele progenitoare limfoide. Limfocitele mature sunt, de asemenea, incapabile să prolifereze pe termen nelimitat. Prin compunere, reducerea numărului de limfocite naive și limitările abilităților proliferative ale limfocitelor mature contribuie la un număr limitat și o varietate redusă de limfocite pentru a răspunde agenților patogeni prezenți într-un vaccin.
Într-adevăr, vaccinurile precum vaccinul antigripal, DTP și pneumococic sunt mai puțin eficiente la adulții cu vârsta de peste 65 de ani. Cu toate acestea, CDC recomandă adulților vârstnici să primească vaccinul împotriva gripei, deoarece infecția gripală este deosebit de periculoasă în această populație și vaccinul oferă cel puțin un nivel moderat de imunitate la virusul gripal.

#### Interferența anticorpilor
Prezența anticorpilor materni la sugari limitează eficacitatea vaccinurilor inactivate, atenuate și subunitare. Anticorpii materni se pot lega de epitopi pe proteinele produse de virus în vaccinare. Recunoașterea proteinelor virale de către anticorpii materni neutralizează virusul. Mai mult, anticorpii materni întrec receptorii de celule B de pe celulele B ale sugarului pentru legarea la antigen. Astfel, sistemul imunitar al sugarului nu este foarte activ și sugarul produce mai puțini anticorpi. Chiar și atunci când celulele B se leagă de agentul patogen, răspunsul imunitar este încă frecvent reprimat. Dacă receptorii celulelor B se leagă de antigen și receptorii FC se leagă simultan de anticorpul matern, receptorii FC trimit un semnal receptorilor de celule B care inhibă diviziunea celulară. Deoarece sistemul imunitar al sugarului nu este stimulat și diviziunea celulelor B este inhibată, se produc puține celule B cu memorie. Nivelul celulelor B de memorie nu este adecvat pentru a asigura rezistența pe tot parcursul vieții unui copil la agentul patogen.
La majoritatea sugarilor, anticorpii materni dispar la 12-15 luni după naștere, astfel încât vaccinurile administrate în afara acestei ferestre nu sunt compromise de interferența anticorpilor materni.

#### Longevitatea celulelor B cu memorie
Când un individ este vaccinat împotriva unei boli, sistemul imunitar al individului este declanșat și celulele B cu memorie stochează răspunsul specific al anticorpilor. Aceste celule rămân în circulație până când infecția patogenului este eliminată. Deoarece telomerii din gene degenerează după fiecare diviziune celulară succesivă, limfocitele, inclusiv celulele B de memorie, nu sunt capabile să prolifereze pe termen nelimitat. De obicei, celulele trăiesc mai multe decenii, dar există variații în longevitatea acestor celule, în funcție de tipul de vaccin cu care au fost stimulate și de doza de vaccin. Motivul diferențelor în longevitatea celulelor B de memorie este în prezent necunoscut. Cu toate acestea, s-a propus că diferențele de longevitate a celulelor B din memorie se datorează vitezei cu care un agent patogen infectează corpul și, în consecință, numărului și tipului de celule implicate în răspunsul imun la agentul patogen din vaccin.

#### Evoluția virusului
Când o persoană este vaccinată, sistemul său imunitar dezvoltă anticorpi care recunosc anumite segmente (epitopi) virale sau proteine induse de virusuri. Cu timpul, însă, virușii acumulează mutații genetice care pot afecta structura 3D a proteinelor virale. Dacă aceste mutații apar în locurile care sunt recunoscute de anticorpi, mutațiile blochează legarea anticorpilor, ceea ce inhibă răspunsul imun. Acest fenomen se numește derivă antigenică. Infecțiile postvaccinare de hepatită B și oreion sunt parțial atribuite derivei antigenice.

### Alte cauze

#### Calitatea și administrarea vaccinului
Vaccinurile pot să nu ofere imunitate dacă vaccinul este de calitate slabă atunci când este administrat. Un vaccin își pierde potența dacă este păstrat la temperatura incorectă sau dacă este păstrat după data de expirare. În mod similar, doza adecvată de vaccin este esențială pentru asigurarea imunității. Dozarea vaccinului depinde de factori precum vârsta și greutatea pacientului. Nerespectarea acestor factori poate duce la situații în care pacienții primesc o cantitate incorectă de vaccinare. Pacienții care primesc o doză mai mică decât cea recomandată pentru un vaccin nu produc un răspuns imun adecvat la vaccin pentru a asigura imunitatea.
Pentru ca un vaccin să fie eficient, un individ trebuie să răspundă la agenții patogeni dintr-un vaccin prin ramura adaptativă a sistemului imunitar și acest răspuns trebuie stocat în memoria imunologică a individului. Este posibil ca un individ să neutralizeze și să elimine un agent patogen prin răspunsul umoral fără a activa răspunsul imun adaptiv. Vaccinurile cu mai puține tulpini sau tulpini mai slabe de agent patogen, cum este cazul în care un vaccin este de calitate slabă atunci când este administrat, pot provoca în primul rând răspunsul umoral și, astfel, nu reușesc să asigure imunitate pe termen lung.